# フォービデン島

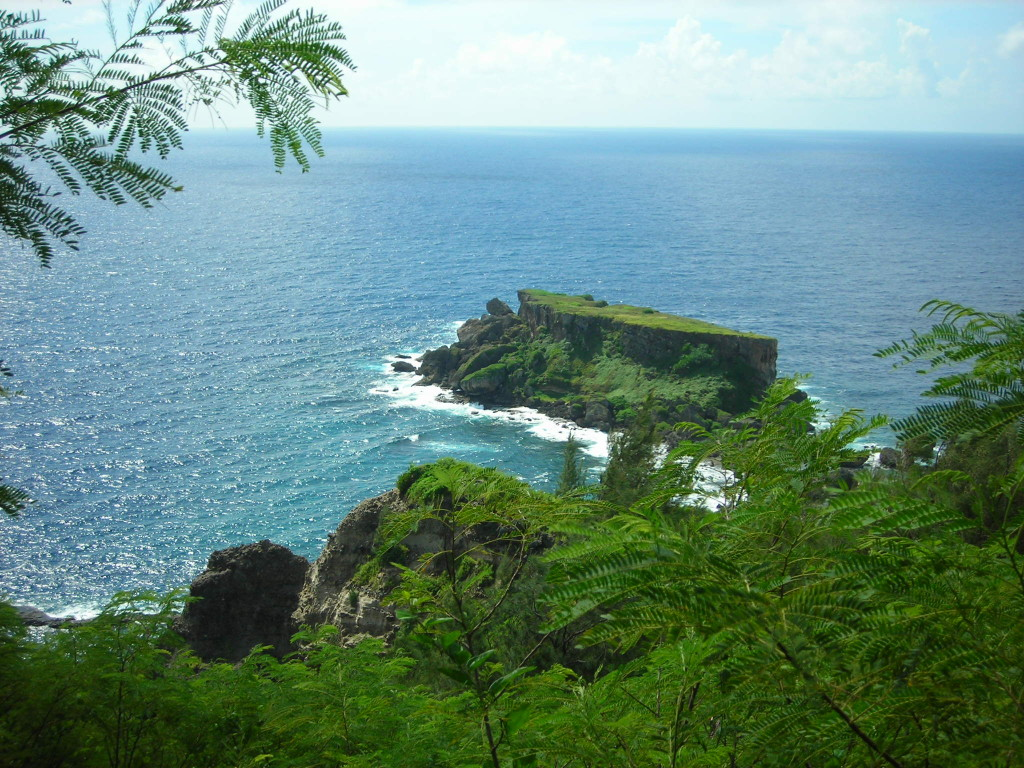
禁断の島

フォービデン島（Forbidden Island）は、サイパン島の南東部、ラウラウ湾の東に位置する陸繋島。

## 概要

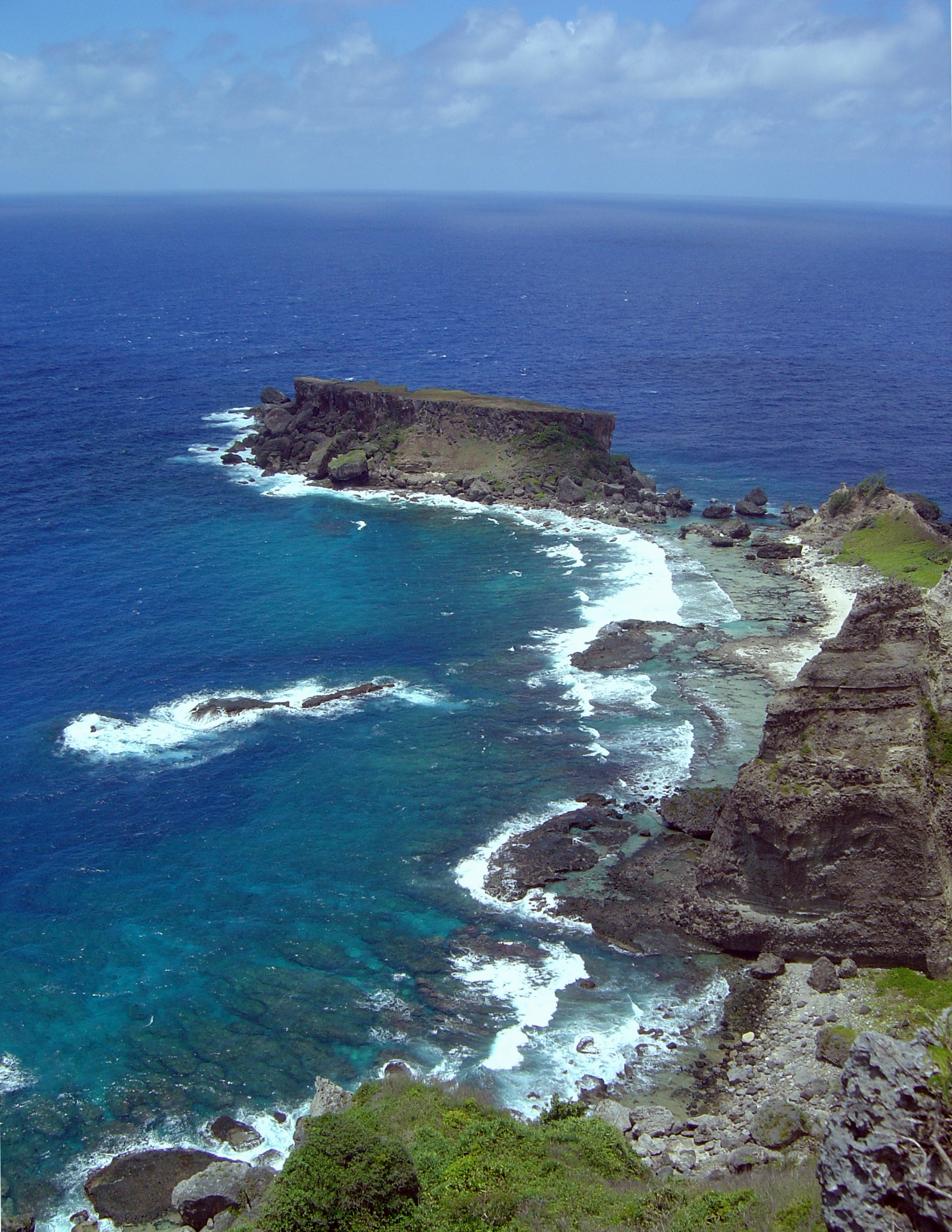
サイパン東海岸

フォービデン島は、海岸段丘の断崖絶壁となっているサイパンの東海岸に位置している。島はほぼ垂直に切り立ったテーブルマウンテンになっていて、俗界と切り離されているようなことから、禁断の島と呼ばれている。
島の周辺は手つかずの自然が残っており、貴重な動植物が多いことから、北マリアナ政府によって自然保護区に指定されている。

## 観光
手つかずの自然を体感することができ、トレッキングをすることができるが、自然保護区になっているため、ゲートから先はガイドなしでは立ち入ることはできない。波打ち際や洞窟の中は、天然のプールとなっており、波が穏やかなときには泳ぐことができる。